# Law & Order: UK
Law & Order: UK (no Brasil, Lei & Ordem: Reino Unido; em Portugal, Londres: Distrito Criminal) foi uma série policial britânica adaptada do drama americano Law & Order. É uma co-produção da Kudos Film and Television, Wolf Films e Universal Media Studios. Ambientada em Londres, a série segue o formato da série americana e é estrelada por Bradley Walsh, Jamie Bamber, Harriet Walter, Ben Daniels, Freema Agyeman e Bill Paterson.

## Exibição
Law & Order: UK é exibido pelo canal ITV1 no Reino Unido. Estreou no dia 23 de fevereiro de 2009 com 7 episódios exibidos em sua primeira temporada. A ideia inicial era de exibir 13 episódios na primeira temporada (todos os 13 foram filmados em sequência), porém o canal resolveu dividir a leva em duas temporadas, assim, os últimos 6 episódios foram exibidos de 11 de janeiro a 15 de fevereiro de 2010 como a segunda temporada. A oitava temporada encerrou a história em 11 de junho de 2014. A série foi renovada pela ITV para uma quarta temporada a ser exibida em 2011.   
No Brasil, a primeira temporada foi exibida pelo canal pago A&E e na TV aberta, na RecordTV.

## Formato
A série utilizava o mesmo formato da série da qual foi adaptada. Cada episódio tem cerca de quarenta e cinco minutos de duração, sendo a primeira parte uma investigação policial de um crime. Em geral, a segunda parte mostra os dilemas e as frustrações dos promotores que irão tentar incriminar os réus, nem sempre com sucesso.
Todo episódio iniciava-se com uma narração:
| “ | No sistema judiciário criminal, o povo é representado por dois grupos distintos porém igualmente importantes: a polícia, que investiga os crimes, e os promotores da coroa que processam os ofensores. Estas são as suas histórias. | ” |

## Personagens e elenco
- Bradley Walsh como o detetive Ronald "Ronnie" Brooks
- Jamie Bamber como o detetive Matthew "Matt" Devlin
- Harriet Walter como a inspetora Natalie Chandler
- Ben Daniels como o promotor de justiça James Steel
- Freema Agyeman como a promotora de justiça assistente Alesha Philips
- Bill Paterson como o diretor da CPS George Castle

## Episódios

### 1ª temporada

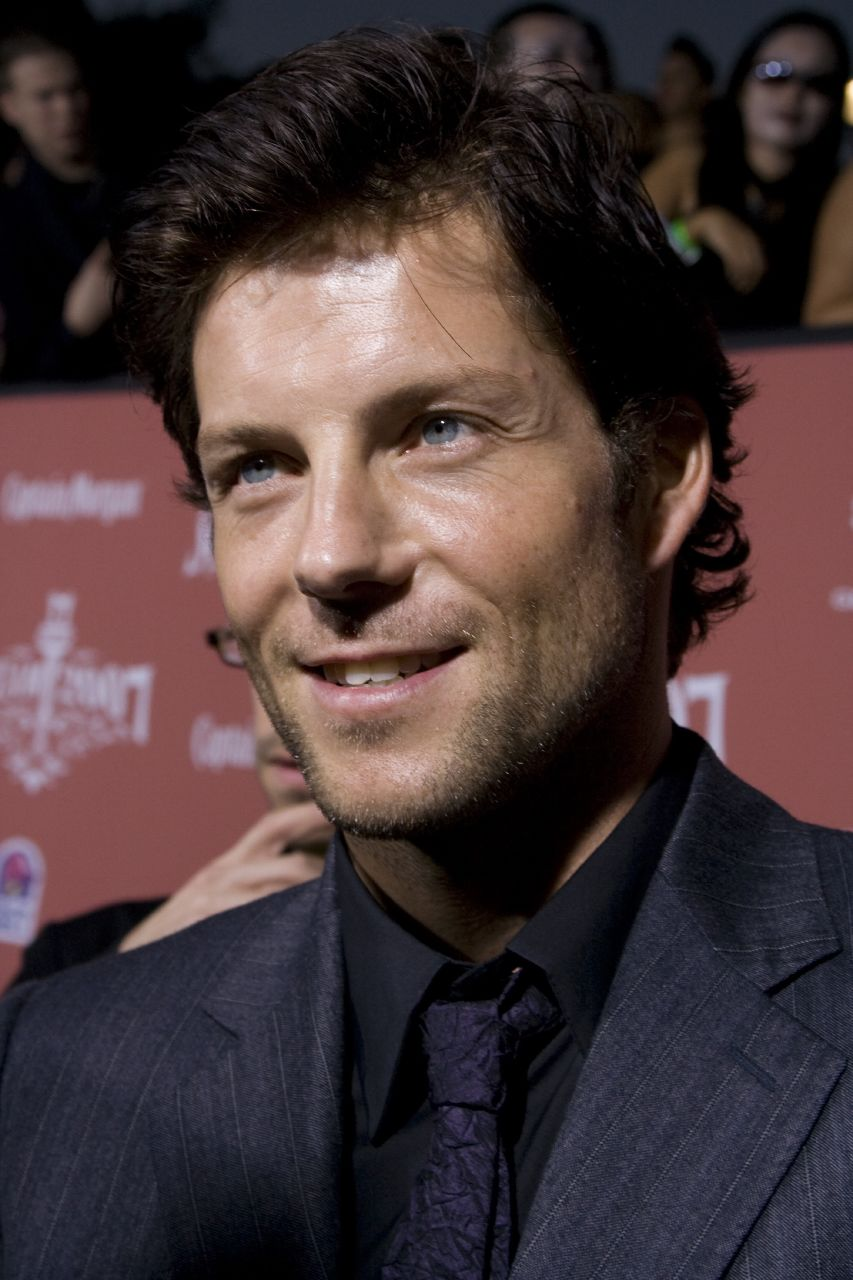
Jamie Bamber interpretou o detetive "Matt Devlin"

| #     | Título     | Transmissão original (Reino Unido) | Episódio de Law & Order equivalente |
| ----- | ---------- | ---------------------------------- | ----------------------------------- |
| 01x01 | "Care"     | 23 de fevereiro, 2009              | "Cradle to Grave" (02x18)           |
| 01x02 | "Unloved"  | 2 de março, 2009                   | "Born Bad" (04x09)                  |
| 01x03 | "Vice"     | 9 de março, 2009                   | "Working Mom" (07x14)               |
| 01x04 | "Unsafe"   | 16 de março, 2009                  | "American Dream" (04x08)            |
| 01x05 | "Buried"   | 23 de março, 2009                  | "...In Memory of" (02x07)           |
| 01x06 | "Paradise" | 30 de março, 2009                  | "Heaven" (02x10)                    |
| 01x07 | "Alesha"   | 6 de abril, 2009                   | "Helpless" (03x06)                  |

### 2ª temporada
| #     | Título              | Transmissão original (Reino Unido) | Episódio de Law & Order equivalente |
| ----- | ------------------- | ---------------------------------- | ----------------------------------- |
| 02x01 | "Samaritan"         | 11 de janeiro, 2010                | "Manhood" (03x21)                   |
| 02x02 | "Hidden"            | 18 de janeiro, 2010                | "Bitter Fruit" (06x01)              |
| 02x03 | "Community Service" | 25 de janeiro, 2010                | "Volunteers" (04x02)                |
| 02x04 | "Sacrifice"         | 1 de fevereiro, 2010               | "Sonata for Solo Organ" (01x21)     |
| 02x05 | "Love and Loss"     | 8 de fevereiro, 2010               | "Consultation" (03x10)              |
| 02x06 | "Honour Bound"      | 15 de fevereiro, 2010              | "Corruption" (07x05)                |

### 3ª temporada
| #     | Título       | Transmissão original (Reino Unido) | Episódio de Law & Order equivalente |
| ----- | ------------ | ---------------------------------- | ----------------------------------- |
| 03x01 | "Broken"     | 9 de setembro, 2010                | "Killerz" (10x02)                   |
| 03x02 | "Hounded"    | 16 de setembro, 2010               | "Mad Dog" (07x18)                   |
| 03x03 | "Defence"    | 23 de setembro, 2010               | "Pro Se" (06x21)                    |
| 03x04 | "Confession" | 30 de setembro, 2010               | "Bad Faith" (05x20)                 |
| 03x05 | "Survivor"   | 7 de outubro, 2010                 | "Punk" (09x08)                      |
| 03x06 | "Masquerade" | 14 de outubro, 2010                | "Good Girl" (07x03)                 |
| 03x07 | "Anonymous"  | 21 de outubro, 2010                | "Stalker" (08x18)                   |